# Чемпіонат Європи з велоспорту на треку 2010
Чемпіонат Європи з велоспорту на треку 2010 — перший Чемпіонат Європи з велоспорту на треку серед еліти. Проходив з 5 по 7 листопада у BGŻ Arena у Прушкуві, Польща.
У рамках чемпіонату відбулися змагання серед всі десяти олімпійських дисциплін (спринт, командний спринт, кейрін, командна гонка переслідування та омніум як для чоловіків, так і для жінок), а також змагання з медісона серед чоловіків. Чемпіонат був першою європейською подією для кваліфікації на Олімпійські ігри 2012 року.

## Медалісти

### Чоловіки
| Дисципліна                    | Золото                                                                | Срібло                                                              | Бронза                                                              |
| Спринт                        | Денис Дмітрієв                                                        | Кевен Сіро                                                          | Джейсон Кенні                                                       |
| Командний спринт              | Німеччина Роберт Ферстеманн Максиміліан Леві Штефан Німке             | Франція Мікаель Д'Алмейда Франсуа Первіс Кевен Сіро                 | Велика Британія Метью Кремптон Кріс Гой Джейсон Кенні               |
| Командна гонка переслідування | Велика Британія Стівен Берк Едвард Кленсі Джейсон Квіллі Енді Теннант | Росія Євгеній Ковальов Іван Ковальов Олексій Марков Олександр Сєров | Нідерланди Леві Гейманс Арно ван дер Звет Тім Вельдт Сіпке Зейлстра |
| Кейрін                        | Джейсон Кенні                                                         | Метью Кремптон                                                      | Адам Птачнік                                                        |
| Омніум                        | Роґер Клюґе                                                           | Тім Вельдт                                                          | Рафал Ратайчик                                                      |
| Медісон                       | Чехія Мартін Блаха Їржі Гохманн                                       | Бельгія Кенні Де Кетеле Тім Мертенс                                 | Україна Михайло Радіонов Сергій Лагкуті                             |

### Жінки
| Дисципліна                    | Золото                                                  | Срібло                                                   | Бронза                                             |
| Спринт                        | Санді Клер                                              | Крістіна Фоґель                                          | Сімона Крупекайте                                  |
| Командний спринт              | Франція Санді Клер Клара Санчез                         | Велика Британія Вікторія Пендлтон Джессіка Варніш        | Німеччина Крістіна Фоґель Міріам Вельте            |
| Командна гонка переслідування | Велика Британія Кеті Колклоу Венді Гувенаґел Лора Кенні | Литва Вілія Серекайте Вайда Пікаускайте Аушріне Требайте | Німеччина Ліза Бреннауер Верена Йосс Мадлен Зандіг |
| Кейрін                        | Ольга Ісмаїлова                                         | Сімона Крупекайте                                        | Любов Шуліка                                       |
| Омніум                        | Лейре Олаберрія                                         | Тетяна Шаракова                                          | Малгожата Войтира                                  |

## Загальний медальний залік
*   Країна-господарка ( Польща)
| Місце               | Країна              | Золото | Срібло | Бронза | Загалом |
| ------------------- | ------------------- | ------ | ------ | ------ | ------- |
| 1                   | Велика Британія     | 3      | 2      | 2      | 7       |
| 2                   | Франція             | 2      | 2      | 0      | 4       |
| 3                   | Німеччина           | 2      | 1      | 2      | 5       |
| 4                   | Білорусь            | 1      | 1      | 0      | 2       |
| 4                   | Росія               | 1      | 1      | 0      | 2       |
| 6                   | Чехія               | 1      | 0      | 1      | 2       |
| 7                   | Іспанія             | 1      | 0      | 0      | 1       |
| 8                   | Литва               | 0      | 2      | 1      | 3       |
| 9                   | Нідерланди          | 0      | 1      | 1      | 2       |
| 10                  | Бельгія             | 0      | 1      | 0      | 1       |
| 11                  | Польща*             | 0      | 0      | 2      | 2       |
| 11                  | Україна             | 0      | 0      | 2      | 2       |
| Загалом (12 збірні) | Загалом (12 збірні) | 11     | 11     | 11     | 33      |

## Україна на чемпіонаті
Україну на чемпіонаті представляли серед чоловіків:
1. Володимир Дюдя
2. Артем Фролов
3. Роман Кононенко
4. Сергій Лагкуті
5. Сергій Омельченко
6. Любомир Полатайко
7. Максим Поліщук
8. Михайло Радіонов
9. Віталій Щедов
10. Андрій Винокуров

Серед жінок змагалися:
1. Єлизавета Бочкарьова
2. Світлана Галюк
3. Леся Калитовська
4. Любов Шуліка
5. Ганна Соловей
6. Олена Цьось

За результатами змагань українська команда розділила з Польщею 11 місце у медальному заліку, здобувши 2 бронзові нагороди — у медісоні (Михайло Радіонов, Сергій Лагкуті) та кейріні (Любов Шуліка).